# 도산십이곡
〈도산십이곡(陶山十二曲)〉은 조선 명종 때 이황이 지은 연시조이다.
모두 12장으로 전후 각 6곡으로 나뉘었다. 앞의 것은 자연에서 느끼는 심정을, 뒤의 것은 학문을 닦고 수양하는 심경을 읊은 것으로 〈청구영언〉에 전한다. 이 〈도산십이곡〉은 시조로서는 치중할 바가 못 되지만, 그 영향은 선조 40년에 사촌(沙村) 장경세(張經世)로 하여금 이를 본받아 〈강호연군가(江湖戀君歌)〉 전후 12곡을 짓게 하였다.

## 내용
〈도산십이곡〉의 몇 수를 들면 다음과 같다.
| “ | 이런들 엇더하며 저런들 엇더하료. 초야 우생이 이러타 엇더하료. 하믈며 천석고황을 고쳐 므슴하료. (전곡 중의 하나) | ” |

| “ | 고인(古人)도 날 못 보고 나도 고인 못 뵈, 고인을 못 뵈도 녀던 길 알 패 잇내. 녀던 길 알패 잇거든 아니 녀고 어떨고. (후곡 중의 하나) | ” |